# Merenye
Merenye là một thị trấn thuộc hạt Baranya, Hungary. Thị trấn này có diện tích 14,47 km², dân số năm 2010 là 276 người, mật độ 19 người/km².